# Colonial Cousins

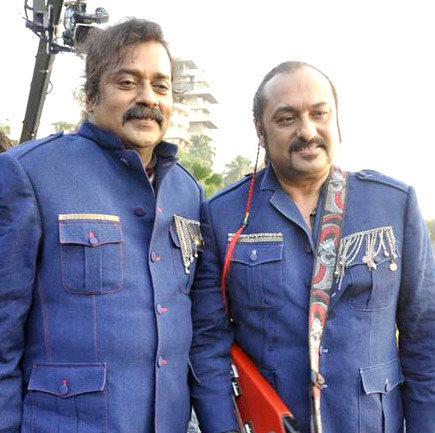
Hariharan y Leslie Lewis en el lanzamiento de su álbum: "Once More"

Colonial Cousins o Primos Coloniales, es un dúo musical de la India, integrado por los cantantes y músicos Hariharan y Leslie Lewis. La carrera del dueto ha sido muy exitosa, después de que cada uno de ellos se unieran para formar el dúo y aun manteniendo todavía sus carreras en solitarios. Pues su estilo único, fusionaban diferentes estilos y géneros musicales entre la música india tradicional y occidental al instante, se ganaron la admiración de muchas personas jóvenes como también adultas. Ellos obtuvieron un disco platino, gracias al lanzamiento de uno de sus álbumes hit, que lograron alcanzar una de las mayores ventas y ubicarse entre los primeros lugares de las listas musicales de la India en 1996. El primer premio que ganaron fue 'Choice Award de 1996, después en los Billboard de los Estados Unidos y en los prtemios MTV Asia Award en 1996. El 19 de noviembre de 1998, Lanzaron su segundo álbum, mateniendo su estilo original. También lanzaron su tercer álbum titulado "Atma" el 1 de enero de 2001. Ellos también han interpretado tema musicales como cantante de playbacks en películas tamiles, como en "Modhi Vilayadu" (2009) y "Chikku Bukku" (2010).

## Discografía
- Colonial Cousins (1996)
- The Way We Do It (1998)
- Aatma (2001)
- Modhi Vilayadu (2009)
- Chikku Bukku (2010)

## Premios y logros
- 1997: MTV Asia Viewer's Choice Award for Colonial Cousins
- US Billboard Viewer's Choice Award